# Bahnhof Milano Certosa

Der Bahnhof Milano Certosa, bis 1932 Bahnhof Musocco, ist ein Trennungsbahnhof in der nordwestlichen Peripherie von Mailand.

## Lage
Der Vorortbahnhof liegt im Stadtteil Musocco ungefähr fünf Kilometer nordwestlich des Stadtzentrums an der Bahnstrecke Turin–Mailand. Östlich des Bahnhofs zweigt die Gürtelbahn nach Milano Centrale von der älteren Strecke in Richtung Milano Porta Garibaldi ab. Westlich des Bahnhofs liegt die Wartungsanlage Fiorenza von Trenord. Es besteht Umsteigemöglichkeit zur Haltestelle Certosa Stazione der Straßenbahn Mailand, die 200 m entfernt in einer Parallelstraße liegt und von den Linien 1 und 12 bedient wird.
Die Nachbarbahnhofe von Milano Certosa sind in Richtung Westen Rho Fiera, in Richtung Osten Milano Villapizzone. Auf der Gürtelbahn wird nach der Abzweigung östlich von Milano Certosa die Dienststelle Bivio Musocco durchfahren, wo die zweigleisige Strecke von Milano Porta Garibaldi dazustößt, darauf folgt die Dienststelle Triplo Bivio Seveso, eine Dreiwegeverzweigung, die nach Milano Greco Pirelli, nach Miano Centrale oder weiter auf der Gürtellinie zur Dienststelle Doppio Bivio Turro. Bei dieser doppelten Verzweigung stößt die Strecke vom Tiefbahnhofteil von Milano Garibaldi zur Gürtellinie, die weiter nach Milano Lambrate führt.

## Geschichte
Der Bahnhof wurde mit dem Abschnitt Milano Porta Nuova–Magenta der Bahnstrecke Turin–Mailand am 18. Oktober 1858 eröffnet. Am selben Tag ging auch die Strecke von Turin bis an das bei Magenta gegenüberliegende Ufer des Tessins in Betrieb, einzig die Brücke über den Fluss fehlte noch, die knapp ein Jahr später im Juni 1859 eröffnet wurde.
Am 1. Dezember eröffnete die Gürtelbahn nach Milano Lambrate, anfänglich noch ohne jegliche Abzweigungen. Die Verbindung nach Milano Centrale folgte aber bereits im Mai 1915, damit Dienstzüge die Baustelle des Bahnhofs erreichen konnte, der erst 1931 fertiggestellt wurde.
Am 30. Mai 1999 ging der Abschnitt Milano Certosa–Milano Lancetti des Passante in Betrieb, einer unterirdischen Verbindungsbahn, welche die Stadt in südöstliche Richtung quert. Das Kernstück des Mailänder Vorortverkehr wurde in Etappen gebaut und erreichte 2008 die Strecke von Milano Centrale nach Bologna sowie diejenige nach Venedig. Mit der Inbetriebnahme des ersten Teilstückes wurde der Bahnhof Milano Certosa umgestaltet. Das alte Empfangsgebäude wurde durch einen etwas weiter östlich liegenden Neubau ersetzt, der von Angelo Mangiarotti gestaltet wurde. Der Bahnhof wurde mit halbhohen Bahnsteigen versehen, die teilweise überdacht sind. Die Bahnsteigkanten 1 und 2 waren für den Fernverkehr nach Milano Centrale vorgesehen, 3 und 4 für die Strecke nach Milano Garibaldi und 5 und 6 für die Züge zum Passante. Die Verknüpfung von Regionalverkehr und Fernverkehr wurde später aber nach Rho Fiera verlegt.
Am 30. Juni 2002 erhielt Milano Certosa mit Milano Villapizzone einen neuen östlichen Nachbarbahnhof, der sowohl vom Passante, wie auch der Strecke nach Milano Porta Garibaldi bedient wird.

## Verkehr
Milano Certosa hat keine Fernverkehrsverbindungen. Der Bahnhof wird nur von den drei Linien S5, S6 und S11 des Vorortverkehrs von Milano bedient.
| Linie | Verlauf |
| ----- | --- |
|       | Varese – Gazzada-Schianno-Morazzone – Castronno – Albizzate-Solbiate Arno – Cavaria-Oggiona-Jerago – Gallarate – Busto Arsizio – Legnano – Canegrate – Vanzago-Pogliano – Rho – Rho Fiera – Milano Certosa – Milano Villapizzone – Milano Lancetti – Milano Porta Garibaldi – Milano Repubblica – Milano Porta Venezia – Milano Dateo – Milano Porta Vittoria – Milano Forlanini – Segrate – Pioltello-Limito – Vignate – Melzo – Pozzuolo Martesana – Trecella – Cassano d’Adda – Treviglio |
|       | Novara – Trecate – Magenta – Corbetta-Santo Stefano Ticino – Vittuone-Arluno – Pregnana Milanese – Rho – Rho Fiera – Milano Certosa – Milano Villapizzone – Milano Lancetti – Milano Porta Garibaldi – Milano Repubblica – Milano Porta Venezia – Milano Dateo – Milano Porta Vittoria – Milano Forlanini – Segrate – Pioltello-Limito – Vignate – Melzo – Pozzuolo Martesana – Trecella – Cassano d’Adda – Treviglio                                                                        |
|       | Chiasso – Como San Giovanni – Como Camerlata – Cucciago – Cantù-Cermenate – Carimate – Camnago-Lentate – Seregno – Desio – Lissone-Muggiò – Monza – Sesto San Giovanni – Milano Greco Pirelli – Milano Porta Garibaldi – Milano Villapizzone – Milano Certosa – Rho Fiera – Rho |